# Xiaomi Redmi Note 5
Le Xiaomi Redmi Note 5 est un smartphone d'entrée de gamme produit par Xiaomi.

## Caractéristiques

### Dimensions
Il mesure 158,5 × 75,5 × 8,1 mm pour une masse de 181 g.

### Écran
| Taille d'écran    | 5,99 pouces        |
| Définition        | 2160 × 1080 pixels |
| Densité de pixels | 403 ppp            |

### SoC/Processeur
| SoC                     | Snapdragon 636 à 1,8 GHz |
| Processeur (CPU)        | ARMv8                    |
| Puce Graphique (GPU)    | Adreno 509               |
| Mémoire vive (RAM)      | 3 Go, 4 Go               |
| Mémoire interne (flash) | 32 Go, 64 Go             |

### Appareil Photo
Le Xiaomi Redmi Note 5 possède un double appareil photo sur sa face avant combiné à une intelligence artificielle.
| Appareil photo (dorsal)  | Capteur 1:12 Mégapixels, Capteur 2: 5 Mégapixels |
| Appareil photo (frontal) | 13 Mégapixels                                    |
| Enregistrement vidéo     | 1080p                                            |

### Autres

#### batterie
La batterie du Redmi Note 5 a une capacité 4 000 mAh.

#### Réseau
| Bluetooth         | 4.2 + A2DP + LE                                               |
| Réseaux           | LTE, HSPA, GSM                                                |
| Bandes supportées | 2 100 MHz (B1), 800 MHz (B20), 1 800 MHz (B3), 2 600 MHz (B7) |
| SIM               | 2x nano SIM                                                   |
| NFC               | Non                                                           |

#### Interface
Android Oreo avec l'interface MIUI.